# Shaun Murphy

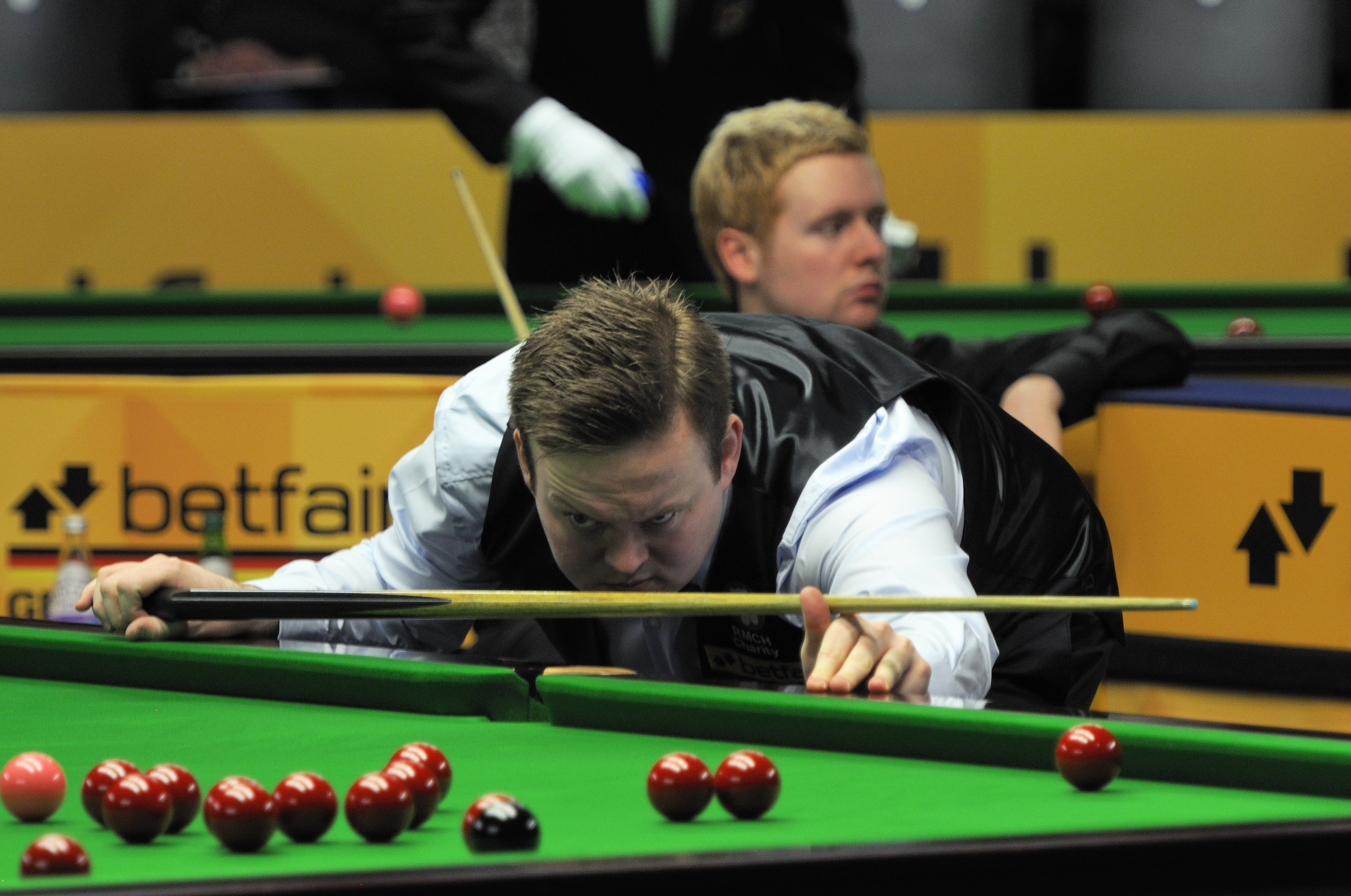
Shaun Murphy (2013)

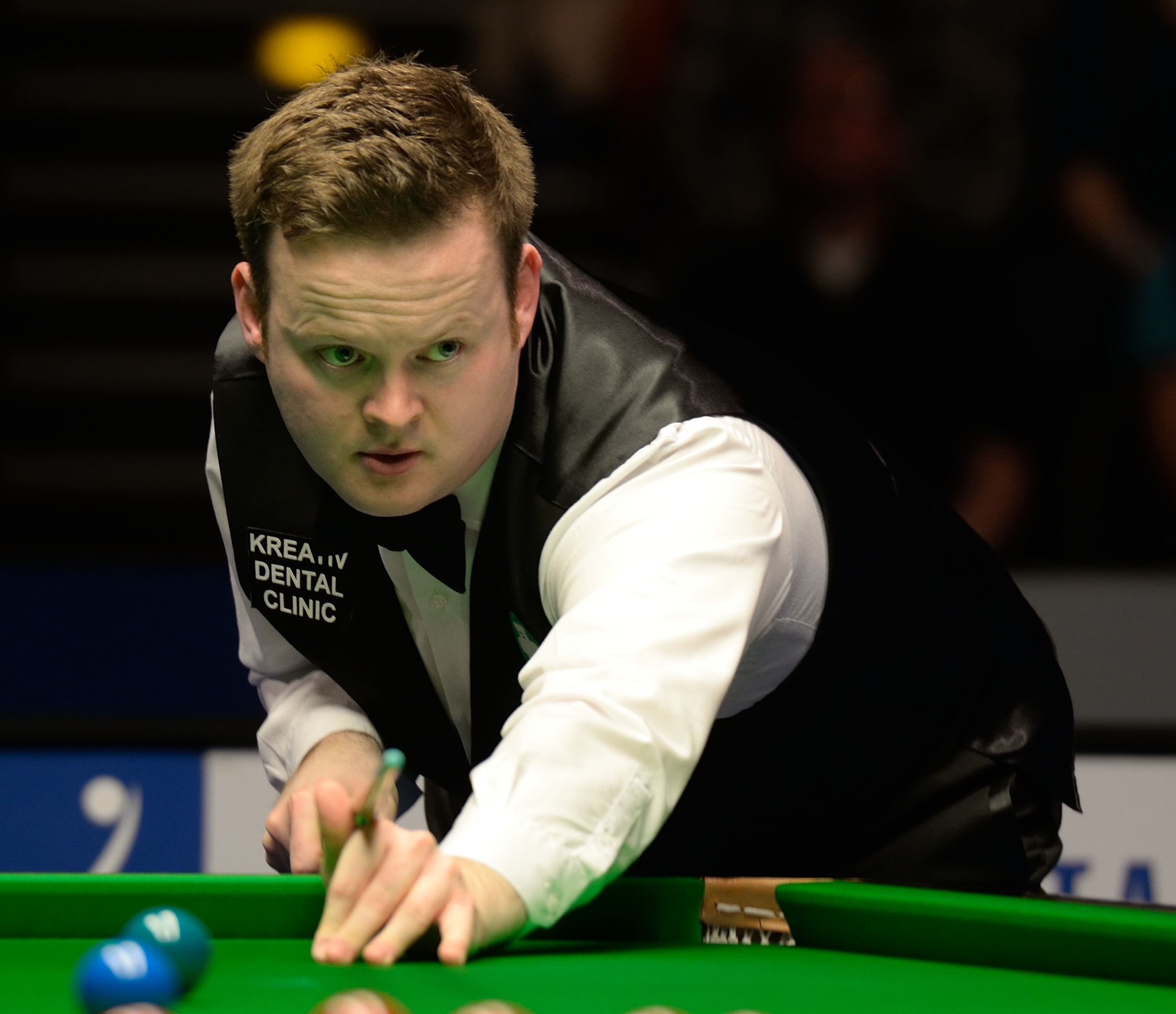
Shaun Murphy (2015)

Shaun Murphy (ur. 10 sierpnia 1982 w Northampton) – angielski snookerzysta, mistrz świata z 2005 roku oraz trzykrotny wicemistrz świata (z 2009, 2015 i 2021 roku). Plasuje się na 7. miejscu pod względem zdobytych setek w profesjonalnych turniejach, w sierpniu 2025 miał ich łącznie 717.
Od 1997 w gronie profesjonalistów. W 2001 wygrał turniej B&H Snooker Championships, dwa lata później osiągnął po raz pierwszy 1/8 finału w turnieju rankingowym (LG Cup). Na mistrzostwach świata 2005 w drodze do finału wyeliminował m.in. byłych triumfatorów tego turnieju, Johna Higginsa i Steve’a Davisa, a w ostatnim meczu pokonał Matthew Stevensa, zostając drugim w historii mistrzem świata, który brał udział w kwalifikacjach do turnieju, a jednocześnie drugim w kolejności (po Stephenie Hendrym) najmłodszym zdobywcą tego trofeum. Było to zarazem jego pierwsze zwycięstwo w rankingowym turnieju snookerowym.

## Miejsca na liście rankingowej
| Sezon   | Miejsce |
| ------- | ------- |
| 2003/04 | 64      |
| 2004/05 | 48      |
| 2005/06 | 21      |
| 2006/07 | 5       |
| 2007/08 | 3       |
| 2008/09 | 3       |
| 2009/10 | 3       |
| 2010/11 | 7       |
| 2011/12 | 7       |
| 2012/13 | 6       |
| 2013/14 | 4       |
| 2014/15 | 7       |
| 2015/16 | 6       |
| 2016/17 | 4       |
| 2017/18 | 8       |
| 2018/19 | 8       |
| 2019/20 | 14      |
| 2020/21 | 8       |
| 2021/22 | 5       |
| 2022/23 | 9       |
| 2023/24 | 7       |
| 2024/25 | 13      |

## Przydomki
Zawodnik jest nazywany The Magician (magik) i The Wisdom Warrior (mądry wojownik), a także The Machinegun (karabin maszynowy).

## Kariera

### Sezon 2011/2012
Wygrał inauguracyjną edycję Brazil Masters we Florianopolis, rozgrywaną w dniach 15–19.09.2011. W finale pokonał 5-0 Graeme’a Dotta. Wbił także najwyższego brejka turnieju- 139. W Brazylii zarobił 40 tysięcy dolarów amerykańskich.

### Sezon 2010/2011
Formą w Welsh Open 2011 nie zachwycił. Odpadł w pierwszej rundzie fazy telewizyjnej w meczu z Matthew Stevens. Shaun przegrywa do zera.

### Osiągnięcia w turniejach

#### Zwycięstwa

##### Mistrzostwa świata w 2005 roku
Patrz rozdział: „Udział w Mistrzostwach świata”.

##### Malta Cupw lutym 2007 roku
W pierwszej rundzie tego turnieju Murphy wygrał z Rickym Waldenem 5:4. W drugiej wyeliminował innego Anglika Stephena Lee(5:3).
W ćwierćfinale Murphy pokonał Szkota Graeme’a Dotta 5:2, zaś w półfinale Anglika Allistera Cartera 6:3.
W finale Shaun Murphy spotkał się z reprezentantem Walii Ryanem Dayem. Mecz zakończył się wynikiem 9:4 dla Anglika.

##### UK Championship 2008
21 grudnia 2008 roku Murphy triumfował w turnieju UK Championship. W finale pokonał Marco Fu 10:9. We wcześniejszych rundach wygrał następujące mecze:
- 1 runda: 9:7 z Martinem Gouldem,
- 2 runda: 9:5 z Markiem Allenem,
- Ćwierćfinał: 9:3 ze Stephenem Lee,
- Półfinał: 9:4 ze Stephenem Maguire’em.
- Finał: 10:9 z Marco Fu

#### Drugie miejsca

##### Welsh Open2006
Shaun Murphy był w tym turnieju rozstawiony z numerem drugim, dzięki temu turniej rozpoczął dopiero w drugiej rundzie (tak jak cała czołowa szesnastka). W pierwszej rundzie wyeliminował Anglika Andy’ego Hicksa (5:3). W trzeciej rundzie spotkał się z innym Anglikiem Jamiem Cope’em – mecz ten zakończył się rezultatem 5:4 dla Shauna. W ćwierćfinale Murphy wyeliminował Walijczyka Marka Williamsa (5:2), zaś w półfinale Anglika Barry’ego Hawkinsa (6:1).
Shaun Murphy przegrał w tym turnieju w finale z Anglikiem Stephenem Lee 4:9.

##### Pot Black2005 i2007
Rozstawiony z numerem drugim, pokonał na drodze do finału Petera Ebdona (74:4) oraz Stephena Hendry’ego (63:0), by ulec w nim (71:36) z Kenem Dohertym. Również drugie miejsce w turnieju Pot Black Murphy zdobył w roku 2005, gdzie uległ Matthew Stvensowi (53-27).

##### China Open2008
W 2008 roku Murphy zajął drugie miejsce w azjatyckim turnieju rankingowym China Open. W finale uległ 9:10 Stephenowi Maguire’owi.

## Udział wmistrzostwach świata

### 2005
W roku 2005 Shaun Muprhy sięgnął po tytuł Mistrza świata.
W pierwszej rundzie wyeliminował Szkota Chrisa Smalla. Mecz zakończył się wynikiem 10:5. W drugiej rundzie Murphy pokonał innego Szkota Johna Higginsa (13:8).
W ćwierćfinale Anglik zmierzył się ze Steve’em Davisem. Wygrał bardzo wysoko, bo aż 13:4.
W półfinale Shaun Murphy grał Peterem Ebdonem. Mecz zakończył się wynikiem 17:12.
W finale Anglik spotkał się z Walijczykiem Matthew Stevensem. Mecz zakończył się w 34 partii wynikiem 18:16 dla Murphy’ego. Wynik ostatniego freama to 83:28.

### 2006
W 2006 roku Murphy był obrońcą tytułu – w związku z tym został rozstawiony w turnieju z numerem jeden. W pierwszej rundzie pokonał Taja Jamesa Wattanę (10:4).
W drugiej rundzie zmierzył się z rozstawionym z numerem 16 S. Davisem. Murphy wygrał to spotkanie (13:7).
W ćwierćfinale Murphy stoczył pojedynek z rozstawionym z numerem 8 Ebdonem. Przegrał to spotkanie, wynik końcowy to 7:13.

### 2007
W 2007 roku Murphy został rozstawiony z numerem 6 (pomimo tego że zajmował piątą pozycję na liście rankingowej na tej sezon, stało się tak dlatego, iż rozstawiony z numerem pierwszym Graeme Dott na liście rankingowej zajmował właśnie 6 pozycje za Shaunem Murphym).
W pierwszej rundzie Murphy wygrał z Juddem Trumpem 10:6. W drugiej zaś grał z nierozstawionym Johnem Parrottem. Mecz wydawał się być bardzo zacięty. Pierwsza sesja zakończona była wynikiem 4:4, druga zaś 8:8, w trzeciej 5 frame’ów z rzędu bez odpowiedzi mistrza świata z 1991 roku zwyciężył Murphy. Wygrał to spotkanie 13:8.
W ćwierćfinale Anglik trafił na M. Stevensa. Po pierwszej sesji tego pojedynku był remis 4:4, pomimo iż Shaun Murphy przegrywał w tej sesji 3:0. Druga sesja rozegrana wieczorem 1 maja zakończyła się wysokim zwycięstwem Stevensa (1:7). Przed decydującą sesją był więc stan 5:11 dla Walijczyka. W tej sytuacji faworytem bukmacherów stał się Stevens, który potrzebował już tylko 2 frame’ów, by odnieść zwycięstwo w tym meczu. Jednak pierwsze dwie partie trzeciej sesji, rozgrywanej od godziny 11 (czasu polskiego) 2 maja wygrał Shaun Murphy, doprowadzając do wyniku 7:11. Następna partia zakończyła się natomiast zwycięstwem Stevens (Murphy miał w niej dużą szansę na zwycięstwo, jednak pomylił się w decydującej fazie frame’a). Po 19 partiach prowadził więc Walijczyk aż 7:12 i potrzebował już tylko jednej partii do zwycięstwa. Ostatniego frame’a przed przerwą w sesji wygrał jednak znów Murphy. Po przerwie kontynuował dobrą passę wygrywając wszystkie pięć frame’ów i odnosząc spektakularne zwycięstwo 13:12.
W półfinale Murphy spotkał się z Markiem Selby. Po dwóch sesjach był remis 8:8. Remisem zakończyła się również trzecia sesja (4:4), po której było 12:12. W czwartej sesji Shaun Murphy uzyskał przewagę 16:14 – jednak przegrał następne trzy partie (31, 32, 33) – ulegając 16:17. Ostatni frame był jednostronny – Selby uzyskał break, po którym Shaun potrzebował aż trzech snookerów. Murphy podszedł jednak do stołu i zagrał złą odstawną, po której była możliwość wbicia bili czerwonej do lewej środkowej kieszeni. Bilę tę wbił Selby – co ostatecznie pogrzebało szansę Murphy’ego na grę w finale.

### 2008
W pierwszej rundzie tych mistrzostw Murphy wygrał z Dave’em Haroldem 10:3. W drugiej rundzie The Magican spotkał się z Anglikiem – Allisterem Carterem, pierwsza sesja zakończyła się wynikiem 2:6 dla Cartera, takim samym rezultatem zakończyła się sesja druga rozgrywana 26 kwietnia 2008 roku, a więc Murphy przegrywał po 16 frame’ach 4:12. Ostatnia odsłona tego meczu miała miejsce wieczorem tego samego dnia, rozegrano wówczas tylko jednego frame’a, którego wygrał Carter eliminując Shauna Murphy’ego (4:13).

### 2009
W pierwszej fazie turnieju Shaun Murphy zmierzył się z innym Anglikiem Andrew Higginsonem. Dla byłego mistrza świata nie było to łatwe spotkanie. Przeciwnik długo stawiał opór, ale jednak zwyciężył Murphy 10-8. W drugiej rundzie mistrzostw spotkał się z Marco Fu. Pojedynek był przed meczem oceniany jako jeden z lepszych tej fazy turniejowej, lecz Murphy w błyskawicznym tempie rozprawił się z rywalem zwyciężając go aż 13-3. Dalej natrafił na 7-krotnego mistrza globu – Stephena Hendry’ego. Szkot długo wygrywał, co zainicjowało maksymalnym breakiem Hendry’ego. W następnej sesji wygrał Shaun Murphy aż 6:2 i wysunął się na prowadzenie 9:7. W trzeciej – ostatniej już sesji – padł remis 4:4 co dało awans Anglikowi. W półfinale trafił na Neila Robertsona. W trzech pierwszych sesjach padły rezultaty kolejno: 4:4, 5:3, 5:3. Dawało to wynik 14:10. W czwartej odsłonie spotkania Murphy dokończył swój plan pokonując Australijczyka 17:14. W finale czekał już Szkot – John Higgins. Przebieg meczu był ciągle taki sam. Higgins wysoko prowadził we wszystkich sesjach i zdobył po raz trzeci w karierze tytuł mistrza globu. Shaun Murphy został wicemistrzem co było doskonałym wynikiem.

## Występy w turniejach w całej karierze

### Turnieje rankingowe
| Turnieje                     | 1998 /99      | 1999 /00      | 2000 /01      | 2001 /02      | 2002 /03      | 2003 /04      | 2004 /05      | 2005 /06      | 2006 /07      | 2007 /08      | 2008 /09      | 2009 /10      | 2010 /11      | 2011 /12      | 2012 /13      | 2013 /14      | 2014 /15      | 2015 /16      | 2016 /17      | 2017 /18      | 2018 /19      | 2019 /20      | 2020 /21      | 2021 /22      | 2022 /23      | 2023 /24      | 2024 /25 | 2025 /26 |
| ---------------------------- | ------------- | ------------- | ------------- | ------------- | ------------- | ------------- | ------------- | ------------- | ------------- | ------------- | ------------- | ------------- | ------------- | ------------- | ------------- | ------------- | ------------- | ------------- | ------------- | ------------- | ------------- | ------------- | ------------- | ------------- | ------------- | ------------- | -------- | -------- |
| Ranking                      |               |               | [ i ]         | [ ii ]        | 72            | 64            | 48            | 21            | 5             | 3             | 3             | 3             | 7             | 7             | 6             | 4             | 7             | 6             | 4             | 8             | 8             | 14            | 8             | 5             | 9             | 7             | 7        | 13       |
| Championship League          | nie rozegrano | nie rozegrano | nie rozegrano | nie rozegrano | nie rozegrano | nie rozegrano | nie rozegrano | nie rozegrano | nie rozegrano | nierankingowy | nierankingowy | nierankingowy | nierankingowy | nierankingowy | nierankingowy | nierankingowy | nierankingowy | nierankingowy | nierankingowy | nierankingowy | nierankingowy | nierankingowy | 2R            | 2R            | 2R            | W             | 2R       | 1R       |
| Saudi Arabia Snooker Masters | nie rozegrano | nie rozegrano | nie rozegrano | nie rozegrano | nie rozegrano | nie rozegrano | nie rozegrano | nie rozegrano | nie rozegrano | nie rozegrano | nie rozegrano | nie rozegrano | nie rozegrano | nie rozegrano | nie rozegrano | nie rozegrano | nie rozegrano | nie rozegrano | nie rozegrano | nie rozegrano | nie rozegrano | nie rozegrano | nie rozegrano | nie rozegrano | nie rozegrano | nie rozegrano | SF       | 6R       |
| Wuhan Open                   | nie rozegrano | nie rozegrano | nie rozegrano | nie rozegrano | nie rozegrano | nie rozegrano | nie rozegrano | nie rozegrano | nie rozegrano | nie rozegrano | nie rozegrano | nie rozegrano | nie rozegrano | nie rozegrano | nie rozegrano | nie rozegrano | nie rozegrano | nie rozegrano | nie rozegrano | nie rozegrano | nie rozegrano | nie rozegrano | nie rozegrano | nie rozegrano | nie rozegrano | LQ            | QF       |          |
| English Open                 | nie rozegrano | nie rozegrano | nie rozegrano | nie rozegrano | nie rozegrano | nie rozegrano | nie rozegrano | nie rozegrano | nie rozegrano | nie rozegrano | nie rozegrano | nie rozegrano | nie rozegrano | nie rozegrano | nie rozegrano | nie rozegrano | nie rozegrano | nie rozegrano | 2R            | 4R            | 3R            | 4R            | 2R            | 2R            | 3R            | LQ            | 2R       |          |
| British Open                 | LQ            | A             | A             | LQ            | LQ            | 2R            | SF            | nie rozegrano | nie rozegrano | nie rozegrano | nie rozegrano | nie rozegrano | nie rozegrano | nie rozegrano | nie rozegrano | nie rozegrano | nie rozegrano | nie rozegrano | nie rozegrano | nie rozegrano | nie rozegrano | nie rozegrano | nie rozegrano | 1R            | LQ            | 1R            | 1R       |          |
| Xi'an Grand Prix             | nie rozegrano | nie rozegrano | nie rozegrano | nie rozegrano | nie rozegrano | nie rozegrano | nie rozegrano | nie rozegrano | nie rozegrano | nie rozegrano | nie rozegrano | nie rozegrano | nie rozegrano | nie rozegrano | nie rozegrano | nie rozegrano | nie rozegrano | nie rozegrano | nie rozegrano | nie rozegrano | nie rozegrano | nie rozegrano | nie rozegrano | nie rozegrano | nie rozegrano | nie rozegrano | 2R       |          |
| Northern Ireland Open        | nie rozegrano | nie rozegrano | nie rozegrano | nie rozegrano | nie rozegrano | nie rozegrano | nie rozegrano | nie rozegrano | nie rozegrano | nie rozegrano | nie rozegrano | nie rozegrano | nie rozegrano | nie rozegrano | nie rozegrano | nie rozegrano | nie rozegrano | nie rozegrano | 1R            | 1R            | 1R            | QF            | 1R            | QF            | 2R            | 3R            | QF       |          |
| International Championship   | nie rozegrano | nie rozegrano | nie rozegrano | nie rozegrano | nie rozegrano | nie rozegrano | nie rozegrano | nie rozegrano | nie rozegrano | nie rozegrano | nie rozegrano | nie rozegrano | nie rozegrano | nie rozegrano | SF            | 1R            | 2R            | 3R            | QF            | 3R            | LQ            | F             | nie rozegrano | nie rozegrano | nie rozegrano | 1R            | 2R       |          |
| UK Championship              | LQ            | A             | A             | LQ            | WD            | LQ            | LQ            | 3R            | 2R            | SF            | W             | 2R            | SF            | QF            | F             | 4R            | 4R            | 4R            | SF            | F             | 1R            | 1R            | 2R            | 1R            | QF            | 1R            | QF       |          |
| Shoot-Out                    | nie rozegrano | nie rozegrano | nie rozegrano | nie rozegrano | nie rozegrano | nie rozegrano | nie rozegrano | nie rozegrano | nie rozegrano | nie rozegrano | nie rozegrano | nie rozegrano | nierankingowy | nierankingowy | nierankingowy | nierankingowy | nierankingowy | nierankingowy | SF            | 1R            | 2R            | 4R            | 2R            | 2R            | 2R            | 2R            | 2R       |          |
| Scottish Open                | LQ            | A             | A             | LQ            | 1R            | 2R            | nie rozegrano | nie rozegrano | nie rozegrano | nie rozegrano | nie rozegrano | nie rozegrano | nie rozegrano | nie rozegrano | MR            | nie rozegrano | nie rozegrano | nie rozegrano | 2R            | 1R            | F             | 4R            | 3R            | 1R            | 1R            | LQ            | 2R       |          |
| German Masters               | NR            | nie rozegrano | nie rozegrano | nie rozegrano | nie rozegrano | nie rozegrano | nie rozegrano | nie rozegrano | nie rozegrano | nie rozegrano | nie rozegrano | nie rozegrano | 2R            | SF            | QF            | 3R            | F             | 1R            | LQ            | SF            | 1R            | SF            | 1R            | 2R            | LQ            | LQ            | 3R       |          |
| World Grand Prix             | nie rozegrano | nie rozegrano | nie rozegrano | nie rozegrano | nie rozegrano | nie rozegrano | nie rozegrano | nie rozegrano | nie rozegrano | nie rozegrano | nie rozegrano | nie rozegrano | nie rozegrano | nie rozegrano | nie rozegrano | nie rozegrano | NR            | W             | QF            | QF            | 1R            | 1R            | 1R            | DNQ           | SF            | 2R            | SF       |          |
| Players Championship         | nie rozegrano | nie rozegrano | nie rozegrano | nie rozegrano | nie rozegrano | nie rozegrano | nie rozegrano | nie rozegrano | nie rozegrano | nie rozegrano | nie rozegrano | nie rozegrano | W             | DNQ           | DNQ           | 2R            | 2R            | SF            | 1R            | F             | DNQ           | SF            | DNQ           | DNQ           | W             | DNQ           | QF       |          |
| Welsh Open                   | LQ            | A             | A             | LQ            | LQ            | LQ            | LQ            | F             | QF            | SF            | QF            | 1R            | 1R            | SF            | 1R            | 3R            | 2R            | 3R            | 2R            | 1R            | 2R            | W             | QF            | 2R            | F             | LQ            | 1R       |          |
| World Open                   | LQ            | A             | A             | LQ            | LQ            | 3R            | 1R            | 3R            | RR            | SF            | 1R            | 1R            | LQ            | QF            | 2R            | W             | nie rozegrano | nie rozegrano | QF            | 1R            | LQ            | 2R            | nie rozegrano | nie rozegrano | nie rozegrano | 3R            | QF       |          |
| Tour Championship            | nie rozegrano | nie rozegrano | nie rozegrano | nie rozegrano | nie rozegrano | nie rozegrano | nie rozegrano | nie rozegrano | nie rozegrano | nie rozegrano | nie rozegrano | nie rozegrano | nie rozegrano | nie rozegrano | nie rozegrano | nie rozegrano | nie rozegrano | nie rozegrano | nie rozegrano | nie rozegrano | DNQ           | QF            | DNQ           | DNQ           | W             | DNQ           | 1R       |          |
| World Championship           | LQ            | LQ            | LQ            | 1R            | 1R            | LQ            | W             | QF            | SF            | 2R            | F             | QF            | 2R            | 1R            | QF            | QF            | F             | 1R            | 2R            | 1R            | 2R            | 1R            | F             | 1R            | 1R            | 2R            | 2R       |          |

### Turnieje nierankingowe
| Turnieje                           | 1998 /99      | 1999 /00      | 2000 /01      | 2001 /02      | 2002 /03      | 2003 /04      | 2004 /05      | 2005 /06      | 2006 /07      | 2007 /08      | 2008 /09      | 2009 /10      | 2010 /11      | 2011 /12      | 2012 /13      | 2013 /14      | 2014 /15      | 2015 /16      | 2016 /17      | 2017 /18      | 2018 /19      | 2019 /20      | 2020 /21      | 2021 /22      | 2022 /23      | 2023 /24      | 2024 /25 | 2025 /26 |
| ---------------------------------- | ------------- | ------------- | ------------- | ------------- | ------------- | ------------- | ------------- | ------------- | ------------- | ------------- | ------------- | ------------- | ------------- | ------------- | ------------- | ------------- | ------------- | ------------- | ------------- | ------------- | ------------- | ------------- | ------------- | ------------- | ------------- | ------------- | -------- | -------- |
| Shanghai Masters                   | nie rozegrano | nie rozegrano | nie rozegrano | nie rozegrano | nie rozegrano | nie rozegrano | nie rozegrano | nie rozegrano | nie rozegrano | rankingowy    | rankingowy    | rankingowy    | rankingowy    | rankingowy    | rankingowy    | rankingowy    | rankingowy    | rankingowy    | rankingowy    | rankingowy    | WD            | F             | nie rozegrano | nie rozegrano | nie rozegrano | 2R            | F        | 2R       |
| Champion of Champions              | nie rozegrano | nie rozegrano | nie rozegrano | nie rozegrano | nie rozegrano | nie rozegrano | nie rozegrano | nie rozegrano | nie rozegrano | nie rozegrano | nie rozegrano | nie rozegrano | nie rozegrano | nie rozegrano | nie rozegrano | 1R            | 1R            | 1R            | 1R            | W             | SF            | QF            | 1R            | 1R            | A             | QF            | 1R       |          |
| Riyadh Season Snooker Championship | Nie rozegrano | Nie rozegrano | Nie rozegrano | Nie rozegrano | Nie rozegrano | Nie rozegrano | Nie rozegrano | Nie rozegrano | Nie rozegrano | Nie rozegrano | Nie rozegrano | Nie rozegrano | Nie rozegrano | Nie rozegrano | Nie rozegrano | Nie rozegrano | Nie rozegrano | Nie rozegrano | Nie rozegrano | Nie rozegrano | Nie rozegrano | Nie rozegrano | Nie rozegrano | Nie rozegrano | Nie rozegrano | Nie rozegrano | 1R       |          |
| The Masters                        | LQ            | LQ            | 1R            | LQ            | LQ            | LQ            | A             | QF            | QF            | QF            | 1R            | QF            | 1R            | F             | SF            | SF            | W             | 1R            | 1R            | QF            | 1R            | SF            | QF            | 1R            | QF            | SF            | W        |          |
| World Masters of Snooker           | nie rozegrano | nie rozegrano | nie rozegrano | nie rozegrano | nie rozegrano | nie rozegrano | nie rozegrano | nie rozegrano | nie rozegrano | nie rozegrano | nie rozegrano | nie rozegrano | nie rozegrano | nie rozegrano | nie rozegrano | nie rozegrano | nie rozegrano | nie rozegrano | nie rozegrano | nie rozegrano | nie rozegrano | nie rozegrano | nie rozegrano | nie rozegrano | nie rozegrano | QF            |          |          |
| Championship League                | nie rozegrano | nie rozegrano | nie rozegrano | nie rozegrano | nie rozegrano | nie rozegrano | nie rozegrano | nie rozegrano | nie rozegrano | SF            | RR            | RR            | F             | 2R            | RR            | SF            | WD            | A             | RR            | WD            | A             | A             | A             | A             | WD            | A             | A        |          |

### Byłe turnieje rankingowe
| Thailand Masters           | LQ            | A             | A             | LQ            | NR            | nie rozegrano | nie rozegrano | nie rozegrano | NR            | nie rozegrano | nie rozegrano | nie rozegrano | nie rozegrano | nie rozegrano | nie rozegrano | nie rozegrano | nie rozegrano | nie rozegrano | nie rozegrano | nie rozegrano | nie rozegrano | nie rozegrano | nie rozegrano | nie rozegrano | nie rozegrano | nie rozegrano | nie rozegrano | nie rozegrano | nie rozegrano | nie rozegrano | nie rozegrano | nie rozegrano | nie rozegrano | nie rozegrano | nie rozegrano | nie rozegrano | nie rozegrano | nie rozegrano | nie rozegrano |               |               |               |               |               |               |               |               |               |               |               |               |               |               |
| Irish Masters              | nierankingowy | nierankingowy | nierankingowy | nierankingowy | LQ            | LQ            | LQ            | NH            | NR            | nie rozegrano | nie rozegrano | nie rozegrano | nie rozegrano | nie rozegrano | nie rozegrano | nie rozegrano | nie rozegrano | nie rozegrano | nie rozegrano | nie rozegrano | nie rozegrano | nie rozegrano | nie rozegrano | nie rozegrano | nie rozegrano | nie rozegrano | nie rozegrano | nie rozegrano | nie rozegrano | nie rozegrano | nie rozegrano | nie rozegrano | nie rozegrano | nie rozegrano | nie rozegrano | nie rozegrano | nie rozegrano | nie rozegrano | nie rozegrano |               |               |               |               |               |               |               |               |               |               |               |               |               |               |
| Northern Ireland Trophy    | nie rozegrano | nie rozegrano | nie rozegrano | nie rozegrano | nie rozegrano | nie rozegrano | nie rozegrano | NR            | QF            | SF            | 2R            | nie rozegrano | nie rozegrano | nie rozegrano | nie rozegrano | nie rozegrano | nie rozegrano | nie rozegrano | nie rozegrano | nie rozegrano | nie rozegrano | nie rozegrano | nie rozegrano | nie rozegrano | nie rozegrano | nie rozegrano | nie rozegrano | nie rozegrano | nie rozegrano | nie rozegrano | nie rozegrano | nie rozegrano | nie rozegrano | nie rozegrano | nie rozegrano | nie rozegrano | nie rozegrano | nie rozegrano | nie rozegrano | nie rozegrano | nie rozegrano |               |               |               |               |               |               |               |               |               |               |               |               |
| Bahrain Championship       | nie rozegrano | nie rozegrano | nie rozegrano | nie rozegrano | nie rozegrano | nie rozegrano | nie rozegrano | nie rozegrano | nie rozegrano | nie rozegrano | 1R            | nie rozegrano | nie rozegrano | nie rozegrano | nie rozegrano | nie rozegrano | nie rozegrano | nie rozegrano | nie rozegrano | nie rozegrano | nie rozegrano | nie rozegrano | nie rozegrano | nie rozegrano | nie rozegrano | nie rozegrano | nie rozegrano | nie rozegrano | nie rozegrano | nie rozegrano | nie rozegrano | nie rozegrano | nie rozegrano | nie rozegrano | nie rozegrano | nie rozegrano | nie rozegrano | nie rozegrano | nie rozegrano | nie rozegrano | nie rozegrano |               |               |               |               |               |               |               |               |               |               |               |               |
| Wuxi Classic               | nie rozegrano | nie rozegrano | nie rozegrano | nie rozegrano | nie rozegrano | nie rozegrano | nie rozegrano | nie rozegrano | nie rozegrano | nie rozegrano | Non-Ranking   | Non-Ranking   | Non-Ranking   | Non-Ranking   | 1R            | LQ            | QF            | nie rozegrano | nie rozegrano | nie rozegrano | nie rozegrano | nie rozegrano | nie rozegrano | nie rozegrano | nie rozegrano | nie rozegrano | nie rozegrano | nie rozegrano | nie rozegrano | nie rozegrano | nie rozegrano | nie rozegrano | nie rozegrano | nie rozegrano | nie rozegrano | nie rozegrano | nie rozegrano | nie rozegrano | nie rozegrano | nie rozegrano | nie rozegrano | nie rozegrano | nie rozegrano | nie rozegrano | nie rozegrano | nie rozegrano | nie rozegrano |               |               |               |               |               |               |
| Australian Goldfields Open | nie rozegrano | nie rozegrano | nie rozegrano | nie rozegrano | nie rozegrano | nie rozegrano | nie rozegrano | nie rozegrano | nie rozegrano | nie rozegrano | nie rozegrano | nie rozegrano | nie rozegrano | SF            | QF            | 2R            | 2R            | 1R            | nie rozegrano | nie rozegrano | nie rozegrano | nie rozegrano | nie rozegrano | nie rozegrano | nie rozegrano | nie rozegrano | nie rozegrano | nie rozegrano | nie rozegrano | nie rozegrano | nie rozegrano | nie rozegrano | nie rozegrano | nie rozegrano | nie rozegrano | nie rozegrano | nie rozegrano | nie rozegrano | nie rozegrano | nie rozegrano | nie rozegrano | nie rozegrano | nie rozegrano | nie rozegrano | nie rozegrano | nie rozegrano | nie rozegrano | nie rozegrano |               |               |               |               |               |
| Shanghai Masters           | nie rozegrano | nie rozegrano | nie rozegrano | nie rozegrano | nie rozegrano | nie rozegrano | nie rozegrano | nie rozegrano | nie rozegrano | 1R            | 1R            | SF            | 2R            | QF            | SF            | 2R            | 2R            | 2R            | 1R            | LQ            | NR            | NR            | nie rozegrano | nie rozegrano | nie rozegrano | NR            | NR            | NR            |               |               |               |               |               |               |               |               |               |               |               |               |               |               |               |               |               |               |               |               |               |               |               |               |               |
| Paul Hunter Classic        | nie rozegrano | nie rozegrano | nie rozegrano | nie rozegrano | nie rozegrano | nie rozegrano | Pro-am Event  | Pro-am Event  | Pro-am Event  | Pro-am Event  | Pro-am Event  | Pro-am Event  | Minor         | Minor         | Minor         | Minor         | Minor         | Minor         | A             | F             | 1R            | NR            | nie rozegrano | nie rozegrano | nie rozegrano | nie rozegrano | nie rozegrano | nie rozegrano | nie rozegrano | nie rozegrano | nie rozegrano | nie rozegrano | nie rozegrano | nie rozegrano | nie rozegrano | nie rozegrano | nie rozegrano | nie rozegrano | nie rozegrano | nie rozegrano | nie rozegrano | nie rozegrano | nie rozegrano | nie rozegrano | nie rozegrano | nie rozegrano | nie rozegrano | nie rozegrano | nie rozegrano | nie rozegrano | nie rozegrano | nie rozegrano |               |
| Indian Open                | nie rozegrano | nie rozegrano | nie rozegrano | nie rozegrano | nie rozegrano | nie rozegrano | nie rozegrano | nie rozegrano | nie rozegrano | nie rozegrano | nie rozegrano | nie rozegrano | nie rozegrano | nie rozegrano | nie rozegrano | LQ            | A             | NH            | SF            | 3R            | 2R            | nie rozegrano | nie rozegrano | nie rozegrano | nie rozegrano | nie rozegrano | nie rozegrano | nie rozegrano | nie rozegrano | nie rozegrano | nie rozegrano | nie rozegrano | nie rozegrano | nie rozegrano | nie rozegrano | nie rozegrano | nie rozegrano | nie rozegrano | nie rozegrano | nie rozegrano | nie rozegrano | nie rozegrano | nie rozegrano | nie rozegrano | nie rozegrano | nie rozegrano | nie rozegrano | nie rozegrano | nie rozegrano | nie rozegrano | nie rozegrano |               |               |
| China Open                 | LQ            | A             | A             | LQ            | nie rozegrano | nie rozegrano | LQ            | 1R            | QF            | F             | QF            | 1R            | SF            | 1R            | SF            | 3R            | QF            | 2R            | QF            | 1R            | LQ            | nie rozegrano | nie rozegrano | nie rozegrano | nie rozegrano | nie rozegrano | nie rozegrano | nie rozegrano | nie rozegrano | nie rozegrano | nie rozegrano | nie rozegrano | nie rozegrano | nie rozegrano | nie rozegrano | nie rozegrano | nie rozegrano | nie rozegrano | nie rozegrano | nie rozegrano | nie rozegrano | nie rozegrano | nie rozegrano | nie rozegrano | nie rozegrano | nie rozegrano | nie rozegrano | nie rozegrano | nie rozegrano | nie rozegrano | nie rozegrano |               |               |
| Riga Masters               | nie rozegrano | nie rozegrano | nie rozegrano | nie rozegrano | nie rozegrano | nie rozegrano | nie rozegrano | nie rozegrano | nie rozegrano | nie rozegrano | nie rozegrano | nie rozegrano | nie rozegrano | nie rozegrano | nie rozegrano | nie rozegrano | MR            | MR            | A             | LQ            | 2R            | LQ            | nie rozegrano | nie rozegrano | nie rozegrano | nie rozegrano | nie rozegrano | nie rozegrano | nie rozegrano | nie rozegrano | nie rozegrano | nie rozegrano | nie rozegrano | nie rozegrano | nie rozegrano | nie rozegrano | nie rozegrano | nie rozegrano | nie rozegrano | nie rozegrano | nie rozegrano | nie rozegrano | nie rozegrano | nie rozegrano | nie rozegrano | nie rozegrano | nie rozegrano | nie rozegrano | nie rozegrano | nie rozegrano | nie rozegrano | nie rozegrano |               |
| China Championship         | nie rozegrano | nie rozegrano | nie rozegrano | nie rozegrano | nie rozegrano | nie rozegrano | nie rozegrano | nie rozegrano | nie rozegrano | nie rozegrano | nie rozegrano | nie rozegrano | nie rozegrano | nie rozegrano | nie rozegrano | nie rozegrano | nie rozegrano | nie rozegrano | NR            | F             | 3R            | W             | nie rozegrano | nie rozegrano | nie rozegrano | nie rozegrano | nie rozegrano | nie rozegrano | nie rozegrano | nie rozegrano | nie rozegrano | nie rozegrano | nie rozegrano | nie rozegrano | nie rozegrano | nie rozegrano | nie rozegrano | nie rozegrano | nie rozegrano | nie rozegrano | nie rozegrano | nie rozegrano | nie rozegrano | nie rozegrano | nie rozegrano | nie rozegrano | nie rozegrano | nie rozegrano | nie rozegrano | nie rozegrano | nie rozegrano | nie rozegrano |               |
| WST Pro Series             | nie rozegrano | nie rozegrano | nie rozegrano | nie rozegrano | nie rozegrano | nie rozegrano | nie rozegrano | nie rozegrano | nie rozegrano | nie rozegrano | nie rozegrano | nie rozegrano | nie rozegrano | nie rozegrano | nie rozegrano | nie rozegrano | nie rozegrano | nie rozegrano | nie rozegrano | nie rozegrano | nie rozegrano | nie rozegrano | 2R            | nie rozegrano | nie rozegrano | nie rozegrano | nie rozegrano | nie rozegrano | nie rozegrano | nie rozegrano | nie rozegrano | nie rozegrano | nie rozegrano | nie rozegrano | nie rozegrano | nie rozegrano | nie rozegrano | nie rozegrano | nie rozegrano | nie rozegrano | nie rozegrano | nie rozegrano | nie rozegrano | nie rozegrano | nie rozegrano | nie rozegrano | nie rozegrano | nie rozegrano | nie rozegrano | nie rozegrano | nie rozegrano | nie rozegrano | nie rozegrano |
| Turkish Masters            | nie rozegrano | nie rozegrano | nie rozegrano | nie rozegrano | nie rozegrano | nie rozegrano | nie rozegrano | nie rozegrano | nie rozegrano | nie rozegrano | nie rozegrano | nie rozegrano | nie rozegrano | nie rozegrano | nie rozegrano | nie rozegrano | nie rozegrano | nie rozegrano | nie rozegrano | nie rozegrano | nie rozegrano | nie rozegrano | nie rozegrano | SF            | nie rozegrano | nie rozegrano | nie rozegrano | nie rozegrano |               |               |               |               |               |               |               |               |               |               |               |               |               |               |               |               |               |               |               |               |               |               |               |               |               |
| Gibraltar Open             | nie rozegrano | nie rozegrano | nie rozegrano | nie rozegrano | nie rozegrano | nie rozegrano | nie rozegrano | nie rozegrano | nie rozegrano | nie rozegrano | nie rozegrano | nie rozegrano | nie rozegrano | nie rozegrano | nie rozegrano | nie rozegrano | nie rozegrano | MR            | W             | WD            | 3R            | A             | 3R            | WD            | nie rozegrano | nie rozegrano | nie rozegrano | nie rozegrano |               |               |               |               |               |               |               |               |               |               |               |               |               |               |               |               |               |               |               |               |               |               |               |               |               |
| WST Classic                | nie rozegrano | nie rozegrano | nie rozegrano | nie rozegrano | nie rozegrano | nie rozegrano | nie rozegrano | nie rozegrano | nie rozegrano | nie rozegrano | nie rozegrano | nie rozegrano | nie rozegrano | nie rozegrano | nie rozegrano | nie rozegrano | nie rozegrano | nie rozegrano | nie rozegrano | nie rozegrano | nie rozegrano | nie rozegrano | nie rozegrano | nie rozegrano | 2R            | nie rozegrano | nie rozegrano | nie rozegrano |               |               |               |               |               |               |               |               |               |               |               |               |               |               |               |               |               |               |               |               |               |               |               |               |               |
| European Masters           | LQ            | nie rozegrano | nie rozegrano | LQ            | LQ            | LQ            | 1R            | 2R            | W             | NR            | nie rozegrano | nie rozegrano | nie rozegrano | nie rozegrano | nie rozegrano | nie rozegrano | nie rozegrano | nie rozegrano | 1R            | LQ            | LQ            | LQ            | SF            | 1R            | 3R            | 3R            | nie rozegrano | nie rozegrano |               |               |               |               |               |               |               |               |               |               |               |               |               |               |               |               |               |               |               |               |               |               |               |               |               |

### Byłe turnieje nierankingowe
| Masters Qualifying Event   | 3R            | 2R            | W             | SF            | 2R            | 3R            | NH            | A             | A             | A             | A             | A             | nie rozegrano | nie rozegrano | nie rozegrano | nie rozegrano | nie rozegrano | nie rozegrano | nie rozegrano | nie rozegrano | nie rozegrano | nie rozegrano | nie rozegrano | nie rozegrano | nie rozegrano | nie rozegrano | nie rozegrano | nie rozegrano | nie rozegrano | nie rozegrano | nie rozegrano | nie rozegrano | nie rozegrano | nie rozegrano | nie rozegrano | nie rozegrano | nie rozegrano | nie rozegrano | nie rozegrano | nie rozegrano | nie rozegrano | nie rozegrano |               |               |               |               |               |               |               |               |               |               |
| Northern Ireland Trophy    | nie rozegrano | nie rozegrano | nie rozegrano | nie rozegrano | nie rozegrano | nie rozegrano | nie rozegrano | QF            | rankingowy    | rankingowy    | rankingowy    | nie rozegrano | nie rozegrano | nie rozegrano | nie rozegrano | nie rozegrano | nie rozegrano | nie rozegrano | nie rozegrano | nie rozegrano | nie rozegrano | nie rozegrano | nie rozegrano | nie rozegrano | nie rozegrano | nie rozegrano | nie rozegrano | nie rozegrano | nie rozegrano | nie rozegrano | nie rozegrano | nie rozegrano | nie rozegrano | nie rozegrano | nie rozegrano | nie rozegrano | nie rozegrano | nie rozegrano | nie rozegrano | nie rozegrano | nie rozegrano |               |               |               |               |               |               |               |               |               |               |               |
| Pot Black                  | nie rozegrano | nie rozegrano | nie rozegrano | nie rozegrano | nie rozegrano | nie rozegrano | nie rozegrano | F             | QF            | F             | nie rozegrano | nie rozegrano | nie rozegrano | nie rozegrano | nie rozegrano | nie rozegrano | nie rozegrano | nie rozegrano | nie rozegrano | nie rozegrano | nie rozegrano | nie rozegrano | nie rozegrano | nie rozegrano | nie rozegrano | nie rozegrano | nie rozegrano | nie rozegrano | nie rozegrano | nie rozegrano | nie rozegrano | nie rozegrano | nie rozegrano | nie rozegrano | nie rozegrano | nie rozegrano | nie rozegrano | nie rozegrano | nie rozegrano | nie rozegrano |               |               |               |               |               |               |               |               |               |               |               |               |
| European Open              | nie rozegrano | nie rozegrano | nie rozegrano | rankingowy    | rankingowy    | rankingowy    | rankingowy    | rankingowy    | rankingowy    | W             | nie rozegrano | nie rozegrano | nie rozegrano | nie rozegrano | nie rozegrano | nie rozegrano | nie rozegrano | nie rozegrano | rankingowy    | rankingowy    | rankingowy    | rankingowy    | rankingowy    | rankingowy    | rankingowy    | rankingowy    | rankingowy    | rankingowy    | rankingowy    | rankingowy    | rankingowy    | rankingowy    | rankingowy    | rankingowy    | rankingowy    | rankingowy    | rankingowy    | rankingowy    |               |               |               |               |               |               |               |               |               |               |               |               |               |               |
| World Series Jersey        | nie rozegrano | nie rozegrano | nie rozegrano | nie rozegrano | nie rozegrano | nie rozegrano | nie rozegrano | nie rozegrano | nie rozegrano | nie rozegrano | SF            | nie rozegrano | nie rozegrano | nie rozegrano | nie rozegrano | nie rozegrano | nie rozegrano | nie rozegrano | nie rozegrano | nie rozegrano | nie rozegrano | nie rozegrano | nie rozegrano | nie rozegrano | nie rozegrano | nie rozegrano | nie rozegrano | nie rozegrano | nie rozegrano | nie rozegrano | nie rozegrano | nie rozegrano | nie rozegrano | nie rozegrano | nie rozegrano | nie rozegrano | nie rozegrano | nie rozegrano | nie rozegrano | nie rozegrano | nie rozegrano |               |               |               |               |               |               |               |               |               |               |               |
| World Series Berlin        | nie rozegrano | nie rozegrano | nie rozegrano | nie rozegrano | nie rozegrano | nie rozegrano | nie rozegrano | nie rozegrano | nie rozegrano | nie rozegrano | F             | nie rozegrano | nie rozegrano | nie rozegrano | nie rozegrano | nie rozegrano | nie rozegrano | nie rozegrano | nie rozegrano | nie rozegrano | nie rozegrano | nie rozegrano | nie rozegrano | nie rozegrano | nie rozegrano | nie rozegrano | nie rozegrano | nie rozegrano | nie rozegrano | nie rozegrano | nie rozegrano | nie rozegrano | nie rozegrano | nie rozegrano | nie rozegrano | nie rozegrano | nie rozegrano | nie rozegrano | nie rozegrano | nie rozegrano | nie rozegrano |               |               |               |               |               |               |               |               |               |               |               |
| World Series Grand Final   | nie rozegrano | nie rozegrano | nie rozegrano | nie rozegrano | nie rozegrano | nie rozegrano | nie rozegrano | nie rozegrano | nie rozegrano | nie rozegrano | W             | nie rozegrano | nie rozegrano | nie rozegrano | nie rozegrano | nie rozegrano | nie rozegrano | nie rozegrano | nie rozegrano | nie rozegrano | nie rozegrano | nie rozegrano | nie rozegrano | nie rozegrano | nie rozegrano | nie rozegrano | nie rozegrano | nie rozegrano | nie rozegrano | nie rozegrano | nie rozegrano | nie rozegrano | nie rozegrano | nie rozegrano | nie rozegrano | nie rozegrano | nie rozegrano | nie rozegrano | nie rozegrano | nie rozegrano | nie rozegrano |               |               |               |               |               |               |               |               |               |               |               |
| World Series Killarney     | nie rozegrano | nie rozegrano | nie rozegrano | nie rozegrano | nie rozegrano | nie rozegrano | nie rozegrano | nie rozegrano | nie rozegrano | nie rozegrano | nie rozegrano | W             | nie rozegrano | nie rozegrano | nie rozegrano | nie rozegrano | nie rozegrano | nie rozegrano | nie rozegrano | nie rozegrano | nie rozegrano | nie rozegrano | nie rozegrano | nie rozegrano | nie rozegrano | nie rozegrano | nie rozegrano | nie rozegrano | nie rozegrano | nie rozegrano | nie rozegrano | nie rozegrano | nie rozegrano | nie rozegrano | nie rozegrano | nie rozegrano | nie rozegrano | nie rozegrano | nie rozegrano | nie rozegrano | nie rozegrano | nie rozegrano |               |               |               |               |               |               |               |               |               |               |
| Hainan Classic             | nie rozegrano | nie rozegrano | nie rozegrano | nie rozegrano | nie rozegrano | nie rozegrano | nie rozegrano | nie rozegrano | nie rozegrano | nie rozegrano | nie rozegrano | nie rozegrano | RR            | nie rozegrano | nie rozegrano | nie rozegrano | nie rozegrano | nie rozegrano | nie rozegrano | nie rozegrano | nie rozegrano | nie rozegrano | nie rozegrano | nie rozegrano | nie rozegrano | nie rozegrano | nie rozegrano | nie rozegrano | nie rozegrano | nie rozegrano | nie rozegrano | nie rozegrano | nie rozegrano | nie rozegrano | nie rozegrano | nie rozegrano | nie rozegrano | nie rozegrano | nie rozegrano | nie rozegrano | nie rozegrano | nie rozegrano | nie rozegrano |               |               |               |               |               |               |               |               |               |
| Wuxi Classic               | nie rozegrano | nie rozegrano | nie rozegrano | nie rozegrano | nie rozegrano | nie rozegrano | nie rozegrano | nie rozegrano | nie rozegrano | nie rozegrano | RR            | SF            | W             | SF            | rankingowy    | rankingowy    | rankingowy    | nie rozegrano | nie rozegrano | nie rozegrano | nie rozegrano | nie rozegrano | nie rozegrano | nie rozegrano | nie rozegrano | nie rozegrano | nie rozegrano | nie rozegrano | nie rozegrano | nie rozegrano | nie rozegrano | nie rozegrano | nie rozegrano | nie rozegrano | nie rozegrano | nie rozegrano | nie rozegrano | nie rozegrano | nie rozegrano | nie rozegrano | nie rozegrano | nie rozegrano | nie rozegrano | nie rozegrano | nie rozegrano | nie rozegrano | nie rozegrano |               |               |               |               |               |
| Brazil Masters             | nie rozegrano | nie rozegrano | nie rozegrano | nie rozegrano | nie rozegrano | nie rozegrano | nie rozegrano | nie rozegrano | nie rozegrano | nie rozegrano | nie rozegrano | nie rozegrano | nie rozegrano | W             | nie rozegrano | nie rozegrano | nie rozegrano | nie rozegrano | nie rozegrano | nie rozegrano | nie rozegrano | nie rozegrano | nie rozegrano | nie rozegrano | nie rozegrano | nie rozegrano | nie rozegrano | nie rozegrano | nie rozegrano | nie rozegrano | nie rozegrano | nie rozegrano | nie rozegrano | nie rozegrano | nie rozegrano | nie rozegrano | nie rozegrano | nie rozegrano | nie rozegrano | nie rozegrano | nie rozegrano | nie rozegrano | nie rozegrano | nie rozegrano |               |               |               |               |               |               |               |               |
| Power Snooker              | nie rozegrano | nie rozegrano | nie rozegrano | nie rozegrano | nie rozegrano | nie rozegrano | nie rozegrano | nie rozegrano | nie rozegrano | nie rozegrano | nie rozegrano | nie rozegrano | SF            | 1R            | nie rozegrano | nie rozegrano | nie rozegrano | nie rozegrano | nie rozegrano | nie rozegrano | nie rozegrano | nie rozegrano | nie rozegrano | nie rozegrano | nie rozegrano | nie rozegrano | nie rozegrano | nie rozegrano | nie rozegrano | nie rozegrano | nie rozegrano | nie rozegrano | nie rozegrano | nie rozegrano | nie rozegrano | nie rozegrano | nie rozegrano | nie rozegrano | nie rozegrano | nie rozegrano | nie rozegrano | nie rozegrano | nie rozegrano | nie rozegrano |               |               |               |               |               |               |               |               |
| Premier League             | A             | A             | A             | A             | A             | A             | A             | RR            | A             | A             | A             | W             | F             | RR            | RR            | nie rozegrano | nie rozegrano | nie rozegrano | nie rozegrano | nie rozegrano | nie rozegrano | nie rozegrano | nie rozegrano | nie rozegrano | nie rozegrano | nie rozegrano | nie rozegrano | nie rozegrano | nie rozegrano | nie rozegrano | nie rozegrano | nie rozegrano | nie rozegrano | nie rozegrano | nie rozegrano | nie rozegrano | nie rozegrano | nie rozegrano | nie rozegrano | nie rozegrano | nie rozegrano | nie rozegrano | nie rozegrano | nie rozegrano | nie rozegrano |               |               |               |               |               |               |               |
| World Grand Prix           | nie rozegrano | nie rozegrano | nie rozegrano | nie rozegrano | nie rozegrano | nie rozegrano | nie rozegrano | nie rozegrano | nie rozegrano | nie rozegrano | nie rozegrano | nie rozegrano | nie rozegrano | nie rozegrano | nie rozegrano | nie rozegrano | 1R            | rankingowy    | rankingowy    | rankingowy    | rankingowy    | rankingowy    | rankingowy    | rankingowy    | rankingowy    | rankingowy    | rankingowy    | rankingowy    | rankingowy    | rankingowy    | rankingowy    | rankingowy    | rankingowy    | rankingowy    | rankingowy    | rankingowy    | rankingowy    | rankingowy    | rankingowy    | rankingowy    | rankingowy    | rankingowy    | rankingowy    | rankingowy    | rankingowy    | rankingowy    | rankingowy    |               |               |               |               |               |
| General Cup                | nie rozegrano | nie rozegrano | nie rozegrano | nie rozegrano | nie rozegrano | nie rozegrano | A             | nie rozegrano | nie rozegrano | nie rozegrano | nie rozegrano | A             | NH            | A             | A             | RR            | F             | A             | nie rozegrano | nie rozegrano | nie rozegrano | nie rozegrano | nie rozegrano | nie rozegrano | nie rozegrano | nie rozegrano | nie rozegrano | nie rozegrano | nie rozegrano | nie rozegrano | nie rozegrano | nie rozegrano | nie rozegrano | nie rozegrano | nie rozegrano | nie rozegrano | nie rozegrano | nie rozegrano | nie rozegrano | nie rozegrano | nie rozegrano | nie rozegrano | nie rozegrano | nie rozegrano | nie rozegrano | nie rozegrano | nie rozegrano | nie rozegrano |               |               |               |               |
| Shoot-Out                  | nie rozegrano | nie rozegrano | nie rozegrano | nie rozegrano | nie rozegrano | nie rozegrano | nie rozegrano | nie rozegrano | nie rozegrano | nie rozegrano | nie rozegrano | nie rozegrano | 1R            | 1R            | 1R            | 2R            | QF            | 2R            | rankingowy    | rankingowy    | rankingowy    | rankingowy    | rankingowy    | rankingowy    | rankingowy    | rankingowy    | rankingowy    | rankingowy    | rankingowy    | rankingowy    | rankingowy    | rankingowy    | rankingowy    | rankingowy    | rankingowy    | rankingowy    | rankingowy    | rankingowy    | rankingowy    | rankingowy    | rankingowy    | rankingowy    | rankingowy    | rankingowy    | rankingowy    | rankingowy    | rankingowy    | rankingowy    |               |               |               |               |
| China Championship         | nie rozegrano | nie rozegrano | nie rozegrano | nie rozegrano | nie rozegrano | nie rozegrano | nie rozegrano | nie rozegrano | nie rozegrano | nie rozegrano | nie rozegrano | nie rozegrano | nie rozegrano | nie rozegrano | nie rozegrano | nie rozegrano | nie rozegrano | nie rozegrano | SF            | rankingowy    | rankingowy    | rankingowy    | nie rozegrano | nie rozegrano | nie rozegrano | nie rozegrano | nie rozegrano | nie rozegrano | nie rozegrano | nie rozegrano | nie rozegrano | nie rozegrano | nie rozegrano | nie rozegrano | nie rozegrano | nie rozegrano | nie rozegrano | nie rozegrano | nie rozegrano | nie rozegrano | nie rozegrano | nie rozegrano | nie rozegrano | nie rozegrano | nie rozegrano | nie rozegrano | nie rozegrano | nie rozegrano | nie rozegrano | nie rozegrano | nie rozegrano | nie rozegrano |
| Hong Kong Masters          | nie rozegrano | nie rozegrano | nie rozegrano | nie rozegrano | nie rozegrano | nie rozegrano | nie rozegrano | nie rozegrano | nie rozegrano | nie rozegrano | nie rozegrano | nie rozegrano | nie rozegrano | nie rozegrano | nie rozegrano | nie rozegrano | nie rozegrano | nie rozegrano | nie rozegrano | QF            | nie rozegrano | nie rozegrano | nie rozegrano | nie rozegrano | A             | nie rozegrano | nie rozegrano |               |               |               |               |               |               |               |               |               |               |               |               |               |               |               |               |               |               |               |               |               |               |               |               |               |
| Six-red World Championship | nie rozegrano | nie rozegrano | nie rozegrano | nie rozegrano | nie rozegrano | nie rozegrano | nie rozegrano | nie rozegrano | nie rozegrano | nie rozegrano | A             | 2R            | A             | NH            | F             | QF            | QF            | A             | A             | A             | A             | A             | nie rozegrano | nie rozegrano | WD            | nie rozegrano | nie rozegrano | nie rozegrano |               |               |               |               |               |               |               |               |               |               |               |               |               |               |               |               |               |               |               |               |               |               |               |               |

| Legenda tabeli wyników              | Legenda tabeli wyników       | Legenda tabeli wyników                     | Legenda tabeli wyników                                                              | Legenda tabeli wyników                     | Legenda tabeli wyników                     |
| ----------------------------------- | ---------------------------- | ------------------------------------------ | ----------------------------------------------------------------------------------- | ------------------------------------------ | ------------------------------------------ |
| LQ                                  | odpadnięcie w kwalifikacjach | #R                                         | odpadnięcie we wczesnej fazie turnieju (WR = runda dzikich kart, RR = faza grupowa) | QF                                         | przegrana w ćwierćfinale                   |
| SF                                  | przegrana w półfinale        | F                                          | przegrana w finale                                                                  | W                                          | zwycięstwo                                 |
| DNQ                                 | nie zakwalifikował/a się     | A                                          | nie brał/a udziału                                                                  | WD                                         | zrezygnował/a w trakcie turnieju           |
| Legenda oznaczeń w tabelach wyników |                              |                                            |                                                                                     |                                            |                                            |
| NH / Nie roz.                       | NH / Nie roz.                | Turniej nie odbył się.                     | Turniej nie odbył się.                                                              | Turniej nie odbył się.                     | Turniej nie odbył się.                     |
| NR / Nie-rank.                      | NR / Nie-rank.               | Turniej nie był zaliczany jako rankingowy. | Turniej nie był zaliczany jako rankingowy.                                          | Turniej nie był zaliczany jako rankingowy. | Turniej nie był zaliczany jako rankingowy. |
| R / Rank.                           | R / Rank.                    | Turniej był zaliczany jako rankingowy.     | Turniej był zaliczany jako rankingowy.                                              | Turniej był zaliczany jako rankingowy.     | Turniej był zaliczany jako rankingowy.     |
| MR / Minor-Rank.                    | MR / Minor-Rank.             | Turniej był zaliczany jako minor ranking.  | Turniej był zaliczany jako minor ranking.                                           | Turniej był zaliczany jako minor ranking.  | Turniej był zaliczany jako minor ranking.  |

1. ↑  Nie grał w Main Tourze.
2. ↑  Nowi gracze w Tourze nie mają rankingu.

## Finały kariery

### Finały rankingowe: 26 (12-14)
| Legend                   |
| ------------------------ |
| World Championship (1–3) |
| UK Championship (1–2)    |
| Inne (10–9)              |

| Rezultat  |     | Rok  | Turniej                          | Przeciwnik        | Wynik | Przypisy |
| --------- | --- | ---- | -------------------------------- | ----------------- | ----- | -------- |
| Zwycięzca | 1.  | 2005 | World Snooker Championship       | Matthew Stevens   | 18–16 | [ 3 ]    |
| Finalista | 1.  | 2006 | Welsh Open                       | Stephen Lee       | 4–9   | [ 4 ]    |
| Zwycięzca | 2.  | 2007 | Malta Cup                        | Ryan Day          | 9–4   | [ 5 ]    |
| Finalista | 2.  | 2008 | China Open                       | Stephen Maguire   | 9–10  | [ 6 ]    |
| Zwycięzca | 3.  | 2008 | UK Championship                  | Marco Fu          | 10–9  | [ 7 ]    |
| Finalista | 3.  | 2009 | World Snooker Championship       | John Higgins      | 9–18  | [ 3 ]    |
| Zwycięzca | 4.  | 2011 | Players Tour Championship Finals | Martin Gould      | 4–0   | [ 8 ]    |
| Finalista | 4.  | 2012 | UK Championship                  | Mark Selby        | 6–10  |          |
| Zwycięzca | 5.  | 2014 | World Open                       | Mark Selby        | 10–6  | [ 9 ]    |
| Finalista | 5.  | 2015 | German Masters                   | Mark Selby        | 7–9   | [ 10 ]   |
| Finalista | 6.  | 2015 | World Snooker Championship (2)   | Stuart Bingham    | 15–18 | [ 11 ]   |
| Zwycięzca | 6.  | 2016 | World Grand Prix                 | Stuart Bingham    | 10–9  |          |
| Zwycięzca | 7.  | 2017 | Gibraltar Open                   | Judd Trump        | 4–2   | [ 12 ]   |
| Finalista | 7.  | 2017 | China Championship               | Luca Brecel       | 5–10  |          |
| Finalista | 8.  | 2017 | Paul Hunter Classic              | Michael White     | 2–4   |          |
| Finalista | 9.  | 2017 | UK Championship (2)              | Ronnie O’Sullivan | 5–10  |          |
| Finalista | 10. | 2018 | Players Championship             | Ronnie O’Sullivan | 4–10  | [ 13 ]   |
| Finalista | 11. | 2018 | Scottish Open                    | Mark Allen        | 7–9   |          |
| Finalista | 12. | 2019 | International Championship       | Judd Trump        | 3–10  | [ 14 ]   |
| Zwycięzca | 8.  | 2019 | China Championship               | Mark Williams     | 10–9  | [ 15 ]   |
| Zwycięzca | 9.  | 2020 | Welsh Open                       | Kyren Wilson      | 9–1   | [ 16 ]   |
| Finalista | 13. | 2021 | World Snooker Championship (3)   | Mark Selby        | 15–18 | [ 17 ]   |
| Finalista | 14. | 2023 | Welsh Open (2)                   | Robert Milkins    | 7–9   | [ 18 ]   |
| Zwycięzca | 10. | 2023 | Players Championship             | Ali Carter        | 10–4  | [ 19 ]   |
| Zwycięzca | 11. | 2023 | Tour Championship                | Kyren Wilson      | 10–7  | [ 20 ]   |
| Zwycięzca | 12. | 2023 | Championship League              | Mark Williams     | 3–0   | [ 21 ]   |

### Finały Minor-ranking: 6 (4-2)
| Rezultat  |    | Rok  | Turniej             | Przeciwnik     | Wynik | Przypisy |
| --------- | -- | ---- | ------------------- | -------------- | ----- | -------- |
| Zwycięzca | 1. | 2010 | Brugge Open         | Matthew Couch  | 4–2   | [ 8 ]    |
| Finalista | 1. | 2010 | Ruhr Championship   | John Higgins   | 2–4   | [ 8 ]    |
| Zwycięzca | 2. | 2014 | Gdynia Open         | Fergal O’Brien | 4–1   |          |
| Zwycięzca | 3. | 2014 | Bulgarian Open      | Martin Gould   | 4–2   | [ 22 ]   |
| Zwycięzca | 4. | 2014 | Ruhr Open           | Robert Milkins | 4–0   | [ 23 ]   |
| Finalista | 2. | 2015 | Paul Hunter Classic | Ali Carter     | 3–4   |          |

### Finały nierankingowe 24 (12-12)
| Legend                      |
| --------------------------- |
| The Masters (2–1)           |
| Champion of Champions (1–0) |
| Premier League (1–1)        |
| Inne (8–10)                 |

| Rezultat  |     | Rok  | Turniej                             | Przeciwnik        | Wynik | Przypisy |
| --------- | --- | ---- | ----------------------------------- | ----------------- | ----- | -------- |
| Finalista | 1.  | 1998 | UK Tour – Event 4                   | Patrick Wallace   | 4–6   | [ 24 ]   |
| Zwycięzca | 1.  | 2000 | Benson & Hedges Championship        | Stuart Bingham    | 9–7   | [ 25 ]   |
| Zwycięzca | 2.  | 2001 | Challenge Tour – Event 3            | Andrew Norman     | 6–3   | [ 24 ]   |
| Zwycięzca | 3.  | 2001 | Challenge Tour – Event 4            | Luke Simmonds     | 6–2   | [ 24 ]   |
| Finalista | 2.  | 2001 | WPBSA Open Tour – Event 1           | Mark Gray         | 2–5   |          |
| Finalista | 3.  | 2005 | Pot Black                           | Matthew Stevens   | 0–1   | [ 26 ]   |
| Finalista | 4.  | 2007 | Pot Black (2)                       | Ken Doherty       | 0–1   | [ 26 ]   |
| Zwycięzca | 4.  | 2008 | Malta Cup                           | Ken Doherty       | 9–3   | [ 5 ]    |
| Finalista | 5.  | 2008 | World Series of Snooker Berlin      | Graeme Dott       | 1–6   |          |
| Zwycięzca | 5.  | 2009 | World Series of Snooker Grand Final | John Higgins      | 6–2   |          |
| Zwycięzca | 6.  | 2009 | World Series of Snooker Killarney   | Jimmy White       | 5–1   | [ 27 ]   |
| Zwycięzca | 7.  | 2009 | Premier League                      | Ronnie O’Sullivan | 7–3   | [ 28 ]   |
| Zwycięzca | 8.  | 2010 | Wuxi Classic                        | Ding Junhui       | 9–8   | [ 6 ]    |
| Finalista | 6.  | 2010 | Premier League                      | Ronnie O’Sullivan | 1–7   | [ 28 ]   |
| Finalista | 7.  | 2011 | Championship League                 | Matthew Stevens   | 1–3   | [ 28 ]   |
| Zwycięzca | 9.  | 2011 | Brazil Masters                      | Graeme Dott       | 5–0   | [ 29 ]   |
| Finalista | 8.  | 2012 | The Masters                         | Neil Robertson    | 6–10  | [ 30 ]   |
| Finalista | 9.  | 2012 | Six-red World Championship          | Mark Davis        | 4–8   | [ 31 ]   |
| Finalista | 10. | 2014 | General Cup                         | Ali Carter        | 6–7   | [ 32 ]   |
| Zwycięzca | 10. | 2015 | The Masters                         | Neil Robertson    | 10–2  | [ 33 ]   |
| Zwycięzca | 11. | 2017 | Champion of Champions               | Ronnie O’Sullivan | 10–8  | [ 34 ]   |
| Finalista | 11. | 2019 | Shanghai Masters                    | Ronnie O’Sullivan | 9–11  |          |
| Finalista | 12. | 2024 | Shanghai Masters (2)                | Judd Trump        | 5–11  |          |
| Zwycięzca | 12. | 2025 | The Masters                         | Kyren Wilson      | 10–7  | [ 35 ]   |

### Finały Pro-am: 3 (2-1)
| Rezultat  |    | Rok  | Turniej                                | Przeciwnik    | Wynik | Przypisy |
| --------- | -- | ---- | -------------------------------------- | ------------- | ----- | -------- |
| Finalista | 1. | 1999 | Międzynarodowe Mistrzostwa w Hanowerze | Matthew Couch | 5–6   |          |
| Zwycięzca | 1. | 2008 | Klasyka Paula Huntera                  | Mark Selby    | 4–0   | [ 36 ]   |
| Zwycięzca | 2. | 2009 | Klasyka Paula Huntera (2)              | Jimmy White   | 4–0   | [ 36 ]   |

### Finały amatorskie: 6 (5-1)
| Rezultat  |    | Rok  | Turniej                                     | Przeciwnik    | Wynik | Przypisy |
| --------- | -- | ---- | ------------------------------------------- | ------------- | ----- | -------- |
| Zwycięzca | 1. | 1995 | Mistrzostwa Wielkiej Brytanii do lat 15     | Lee Spick     | 3–2   |          |
| Zwycięzca | 2. | 1996 | Mistrzostwa Anglii do lat 15                | Stuart Roper  | 4–2   | [ 37 ]   |
| Zwycięzca | 3. | 1996 | Mistrzostwa Wielkiej Brytanii do lat 15 (2) | Ricky Walden  | 3–2   |          |
| Zwycięzca | 4. | 1997 | Mistrzostwa Wielkiej Brytanii do lat 15 (3) | Ian Preece    | 3–0   |          |
| Finalista | 1. | 1998 | Mistrzostwa Anglii do lat 21                | Robert Donkin | 1–6   | [ 37 ]   |
| Zwycięzca | 5. | 2000 | Otwarty angielski                           | Brian Salmon  | 8–1   | [ 37 ]   |

## Życie prywatne
Murphy urodził się w Northampton, ale mieszka w Rotherham ze swoją żoną Claire (obecnie są w separacji), którą poznał za pośrednictwem czata. Zawodnik jest głęboko wierzącym chrześcijaninem (katolikiem), przed każdym meczem modli się w szatni.
W dzieciństwie miał trudne okresy, w szkole był zastraszany przez co w wieku 13 lat musiał kontynuować edukację w domu. Gdy zaczął coraz więcej czasu poświęcać snookerowi – stracił kontakt z resztą swoich przyjaciół ze szkoły, przez co był bardzo nieszczęśliwy. Na wakacjach z rodzicami spotkał chrześcijańską rodzinę i pod jej wpływem nawrócił się na chrześcijaństwo. Stał się mocno związany z Kościołem. Twierdził, że wiara pomaga mu w grze w snookera i w prywatnym życiu. Podczas Mistrzostw świata w snookerze w 2007 roku media doniosły, iż Shaun pokłócił się z ojcem. Murphy wyjaśnił, iż tak naprawdę kłótnia miała miejsce 18 miesięcy wcześniej i od tego czasu nie rozmawia z ojcem. Zawodnik przyznał też, że byłby szczęśliwy, gdyby znów mógł porozmawiać z ojcem.
Prywatnie grywa na pianinie i w golfa.